# Lasse Holm
Lasse Holm (født 21. april 1968, død 4. november 2021) var en dansk forfatter, tegneserieskaber og grafiker. Mest kendt er Lasse Holm nok for sine historiske krimier, der alle var grundigt researchet og blev godt anmeldt.
Lasse Holm debuterede i 2004 med ungdomsromanen Pop! og udkom i 2007 med romanen Formateret.
I 2014 lancerede han første bind, Romeren, i sin historiske trilogi, der alle tre udspiller sig i antikkens Rom. Den blev efterfulgt af Grækeren i 2015 og Republikaneren i 2016.
På Politikens Forlag kastede han sig over en ny trilogi om vikinger. Det blev til Lodbrogsønnernes hævn i 2017, Lodbrogsønnernes ran i 2018 og Lodbrogsønnernes død i 2019.
I 2020 blev Lasse Holm diagnosticeret med cancer i skjoldbruskkirtlen, men fortsætter sit kunstneriske virke i forbindelse med Dagbog fra en døende, en række artikler og podcast-episoder, der handler om hans kræftforløb, forfatterskab og tanker om døden.
Samtidig færdiggjorde han en krimi, der foregår i København i 1830'erne. Romanen hed Før sidste akt og foregår i miljøet omkring Det Kgl. Teater i København. Den udkom i 2021.
I 2023 udgives Lasse Holms sidste krimi posthumt. Besættelse er skrevet færdig af forfatter Thomas Rydahl og redigeret af forlaget efter Lasse Holms ønske. Den foregår i dagene op til den tyske besættelse af Danmark i april 1940.